# Oborenský potok
Der Oborenský potok (deutsch Spillendorfer Bach) ist ein rechter Nebenfluss der Opava (Oppa) in Tschechien.

## Verlauf
Der Oborenský potok entspringt an der Gemarkungsgrenze zwischen Bruntál (Freudenthal) und Oborná (Spillendorf) am nördlichen Fuße des Kozinec (Ziegenberg, 638 m n.m.) im Niederen Gesenke. Der Bach fließt anfänglich nach Nordwesten und wird dabei von der Bahnstrecke Olomouc–Opava východ überbrückt. Nach ca. 500 m nimmt der Oborenský potok nordöstliche Richtung, die er bis zur Mündung beibehält. Auf diesem Abschnitt erstreckt sich auf knapp 2,5 km Länge beiderseits des Baches das Dorf Oborná. Bachabwärts folgt ein enges Tal zwischen den Hügeln Smrčina  (525 m n.m.), Křovina (563 m n.m.), Aschewinkel (521 m n.m.) und Jelení kopec (Hirschkuppe, 573 m n.m.). Auf seinem Unterlauf erreicht der Bach Nové Heřminovy (Neu Erbersdorf), wo er von der Bahnstrecke Milotice nad Opavou–Vrbno pod Pradědem überquert wird. Nach knapp fünfeinhalb Kilometern mündet der Oborenský potok in Nové Heřminovy oberhalb der Straßenbrücke der Staatsstraße I/45 in die Opava.

## Zuflüsse
- Zelený potok (l), Oborná
- Popel (l), unterhalb von Oborná
- Smrčinský potok (r), oberhalb von Nové Heřminovy